# 위키노믹스
《위키노믹스: 어떻게 대규모 협업이 모든 것을 바꾸는가.》(Wikinomics : How Mass Collarboration Changes Everything.)는 캐나다의 전략 컨설팅 회사 '씽크 탱크 뉴 패러다임(the think thank New Paradigm)'의 창립자이자 현 CEO인 돈 탭스코트와 같은 회사 연구 이사 앤서니 윌리엄스가 써서 2006년 출간된 책이다. 책의 제목인 위키노믹스는 위키백과의 위키(Wiki)와 경제학을 뜻하는 영어 economics를 합쳐 만든 신조어로 한국어로는 <위키 경제학>으로 해석할 수 있다. 인터넷을 통해 대규모 군중들의 참여와 협업을 성공적으로 현실화한 위키백과사전에서 이름의 반을 따온 위키노믹스라는 신조어는 웹 2.0 시대에는 대중들의 지성과 지혜를 바탕으로 한 협업이 중심적 역할을 하는 새로운 경제,비즈니스 패러다임이 부상하고 있음을 상징하고 있다.

## 사례

### 레고 마인드스톰
블록 장난감 제조업체인 레고는 1998년에 마인드스톰이란 지능형 로봇 블록 장난감을 출시했다. 그런데 제품을 산 해커들이 프로그램을 마음대로 해킹하자 회사측은 한 때 소송까지 고려했지만 고객니즈의 적극적인 반영이란 관점에서 이를 용인했다. 결국 레고의 마인드스톰은 사용자집단 커뮤니티의 적극적인 참여를 통해 제품 디자인, 프로그래밍 등을 발전시켜 성공을 이루었다.
이는 고객 주도의 혁신(outside innovation), 위키노믹스(Wikinomics), 크라우드소싱(crowd sourcing)이 중요한 성공의 이유인데 그 배경에는 전반적인 고객 지혜의 급성장 속에 주도형 소비자(Lead customer)라는 새로운 사용자 계층이 전면적으로 부상하는 트랜드가 있었기 때문이다. 이들은 특정 제품에 대한 전문가급의 지식과 풍부한 사용자 경험을 바탕으로 해당 제품에 대한 새로운 해결책을 적극적으로 내놓는 고객 세그먼트를 의미한다. 레고가 이러한 소비자 주도 혁신을 정책적으로 실천하게 된 이유는 레고 마인드스톰 해킹 사례를 통해 이러한 주도형 소비자 세그먼트의 출현을 감지했기 때문이다. 이런 중요한 변화를 놓치지 않았다는 점과 이를 바로 실천으로 연결한 행동력이 성공을 이룬 비결이였다. :208~211

### 골드코프의 금광개발
1999년 캐나다 토론토의 금광 회사 골드코프(Goldcorp)는 금광 개발에 어려움을 겪고 있었다. 롭 맥이웬(Rob McEwen) 사장은 리눅스의 개발 사례에서 아이디어를 얻어 지난 50년간 모아놓은 광산 지질 데이터를 인터넷에 공개하고 총 57만5,000달러의 상금을 내건 금맥 후보지 발굴 콘테스트를 열기로 하였다. 일반적으로 광산업 특성상 지질 자료는 회사의 가장 중요한 비밀 자산 가운데 하나로 여겨진다.
2000년 3월 콘테스트가 시작되자 전 세계의 다양한 전문 지질학자를 비롯해 대학원생, 수학자, 군대 장교 등 참가자들로부터 110곳의 새로운 금맥 후보지가 제안 되었다.
결과적으로 이들 후보지 80% 이상에서 금맥이 발견되었다. 연 매출 1억 달러에 불과했던 골드코프는 대박을 터뜨리며 90억 달러 규모의 거대 광산업체로 성장하게 되었다. :21~25
돈 탭스콧과 앤서니 윌리엄스는 이러한 사례를 통해 기업 밖의 수많은 사람이 참여하는 대규모 협업(mass collaboration)을 활용하는 기업이 미래를 주도하게 될 것이라고 주장한다.

## 관련 서적
- Wikinomics: How Mass Collaboration Changes Everything, 돈 탭스코트, 앤서니 윌리엄스, 2006년, ISBN 978-1591841388
- 한국어판: 돈 탭스코트, 앤서니 윌리엄스. 《위키노믹스》. 윤미나 옮김 초판. 파주: 21세기북스. ISBN 89-509-1138-8. 2009년 3월 29일에 확인함.
- 한국어판: 돈 탭스코트, 앤서니 윌리엄스. 《위키노믹스(경제 패러다임을 바꾼 집단의 지성과 지혜,개정증보판)》. 윤미나 옮김. 파주: 21세기북스. ISBN 978-89-509-1607-7. 2009년 4월 15일에 확인함.

## 같이 보기
- 롱테일
- 크라우드소싱